# Асен Зеров
Асен Младенов Зеров е български общественик, виден деец на Дружба „Родина“ в Централните Родопи.

## Биография
Роден е в 1912 година като Хасан Мехмедов Зеров в бедно семейство в помашката махала Войкова лъка край Палас (днес Рудозем). Баща му загива в Първата световна война.
Занимава се с изработване и амбулантна продажба на дървени паници и лъжици. През 1938 година започва да работи като прислужник в Рудозем.
Привлечен е от Ариф Бейски и става член на основаната в Смолян Дружба „Родина“ и неин виден активист в Рудоземско. През 1940 година е съосновател и оглавява рудоземската дружба на „Родина“. Основава дружества и в съседните села като Чепинци.
Сменя името си на Асен Младенов Зеров. Заради дейността си е преследван от протурските активисти в Родопите.
През 2017 г. са издадени негови спомени, озаглавени „Спомени за живота и страданията ми“.